# WTA de Tarento
O WTA de Tarento – ou Ilva Trophy, na última edição – foi um torneio de tênis profissional feminino, de nível WTA Tier IV.
Realizado em Tarento, sul da Itália, estreou em 1984 e durou nove edições. Os jogos eram disputados em quadras de saibro durante o mês de abril.
A edição de 1985 foi uma das transferêncas temporárias do WTA de Roma durante os anos 1980, que também aconteceu em Perúgia. As outras são independentes, e não fazem do Aberto da Itália.

### Simples
| Ano                                     | Campeã          | Vice-campeã      | Resultado     |
| --------------------------------------- | --------------- | ---------------- | ------------- |
| 1994                                    | Julie Halard    | Irina Spîrlea    | 6–2, 6–3      |
| 1993                                    | Brenda Schultz  | Debbie Graham    | 7–65, 6–2     |
| 1992                                    | Julie Halard    | Emanuela Zardo   | 6–0, 7–5      |
| 1991                                    | Emanuela Zardo  | Petra Ritter     | 7–5, 6–2      |
| 1990                                    | Raffaella Reggi | Alexia Dechaume  | 3–6, 6–0, 6–2 |
| 1989                                    | Karine Quentrec | Cathy Caverzasio | 6–3, 5–7, 6–3 |
| 1988                                    | Helen Kelesi    | Laura Garrone    | 6–1, 6–0      |
| Torneio não realizado entre 1987 e 1986 |                 |                  |               |
| 1985                                    | Raffaella Reggi | Vicki Nelson     | 6–4, 6–4      |
| 1984                                    | Sandra Cecchini | Sabrina Goleš    | 6–2, 7–5      |

### Duplas
| Ano                                     | Campeãs                               | Vice-campeãs                       | Resultado      |
| --------------------------------------- | ------------------------------------- | ---------------------------------- | -------------- |
| 1994                                    | Irina Spîrlea Noëlle van Lottum       | Sandra Cecchini Isabelle Demongeot | 6–3, 2–6, 6–1  |
| 1993                                    | Debbie Graham Brenda Schultz          | Petra Langrová Merdedes Paz        | 6–0, 6–4       |
| 1992                                    | Amanda Coetzer Inés Gorrochategui     | Rachel McQuillan Radka Zrubáková   | 4–6, 6–3, 7–60 |
| 1991                                    | Alexia Dechaume Florencia Labat       | Laura Golarsa Ann Grossman         | 6–2, 7–5       |
| 1990                                    | Eelena Brioukhovets Eugenia Maniokova | Silvia Farina Rita Grande          | 7–64, 6–1      |
| 1989                                    | Sabrina Goleš Mercedez Paz            | Sophie Amiach Emmanuelle Derly     | 6–2, 6–2       |
| 1988                                    | Andrea Betzner Claudia Porwik         | Laura Garrone Helen Kelesi         | 6–1, 6–2       |
| Torneio não realizado entre 1987 e 1986 |                                       |                                    |                |
| 1985                                    | Sandra Cecchini Raffaella Reggi       | Patrizia Murgo Barbara Romanò      | 6–1, 5–7, 7–5  |
| 1984                                    | Sabrina Goleš Petra Huber             | Elena Eliseenko Natasha Reva       | 6–3, 6–3       |